# Aristida erecta
Aristida erecta är en gräsart som beskrevs av Albert Spear Hitchcock. Aristida erecta ingår i släktet Aristida och familjen gräs.
Artens utbredningsområde är Kuba. Inga underarter finns listade i Catalogue of Life.